# ノヴァ・イグアスFC

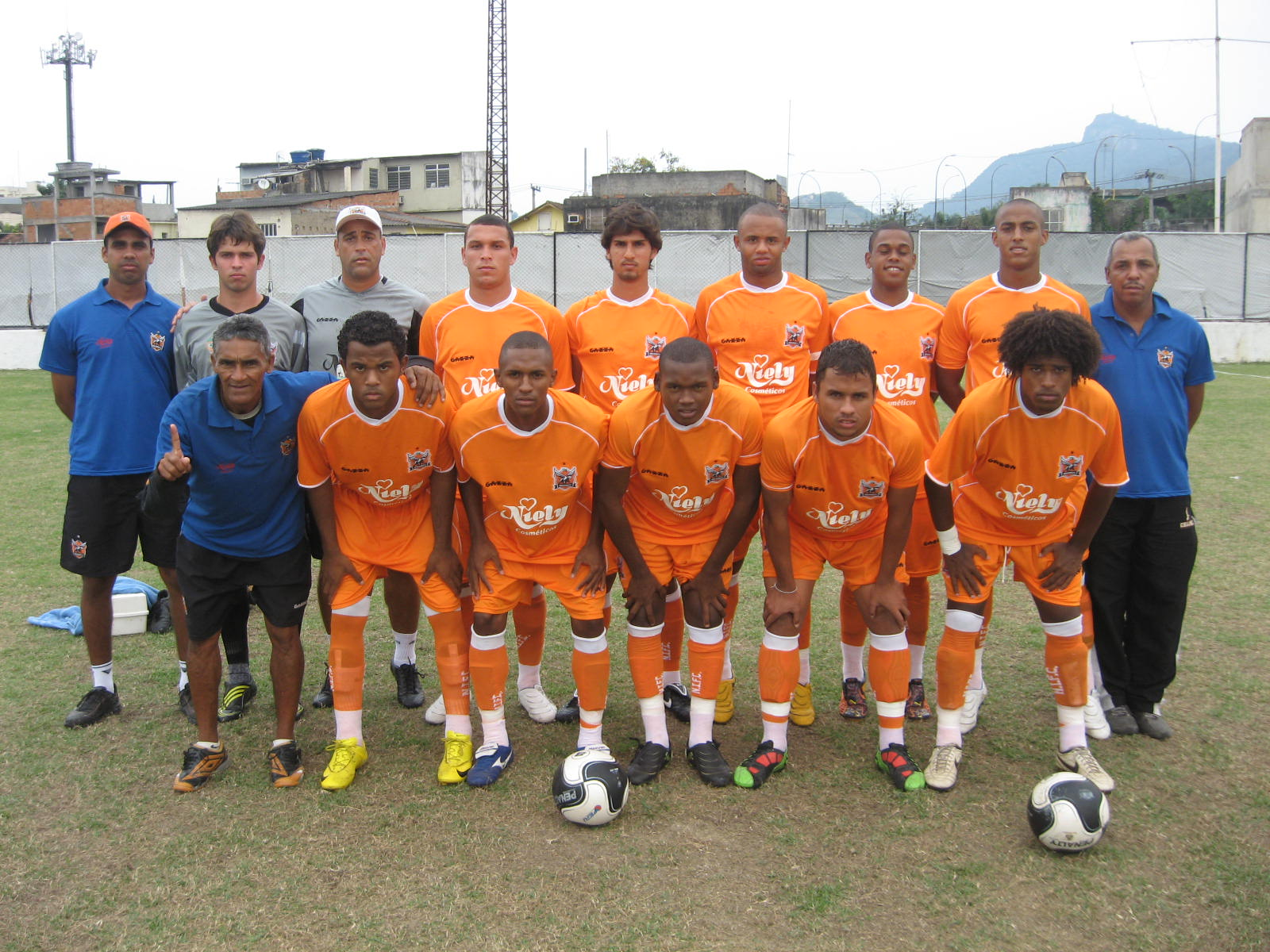
2010シーズンのチームフォト

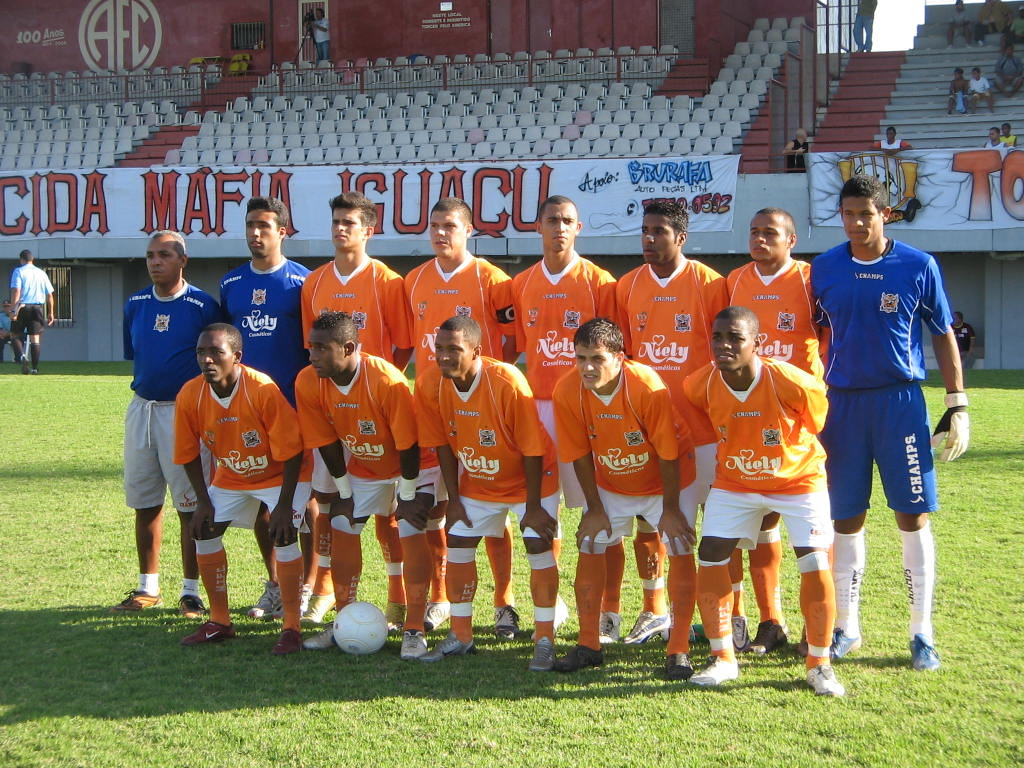
2008シーズンのチームフォト

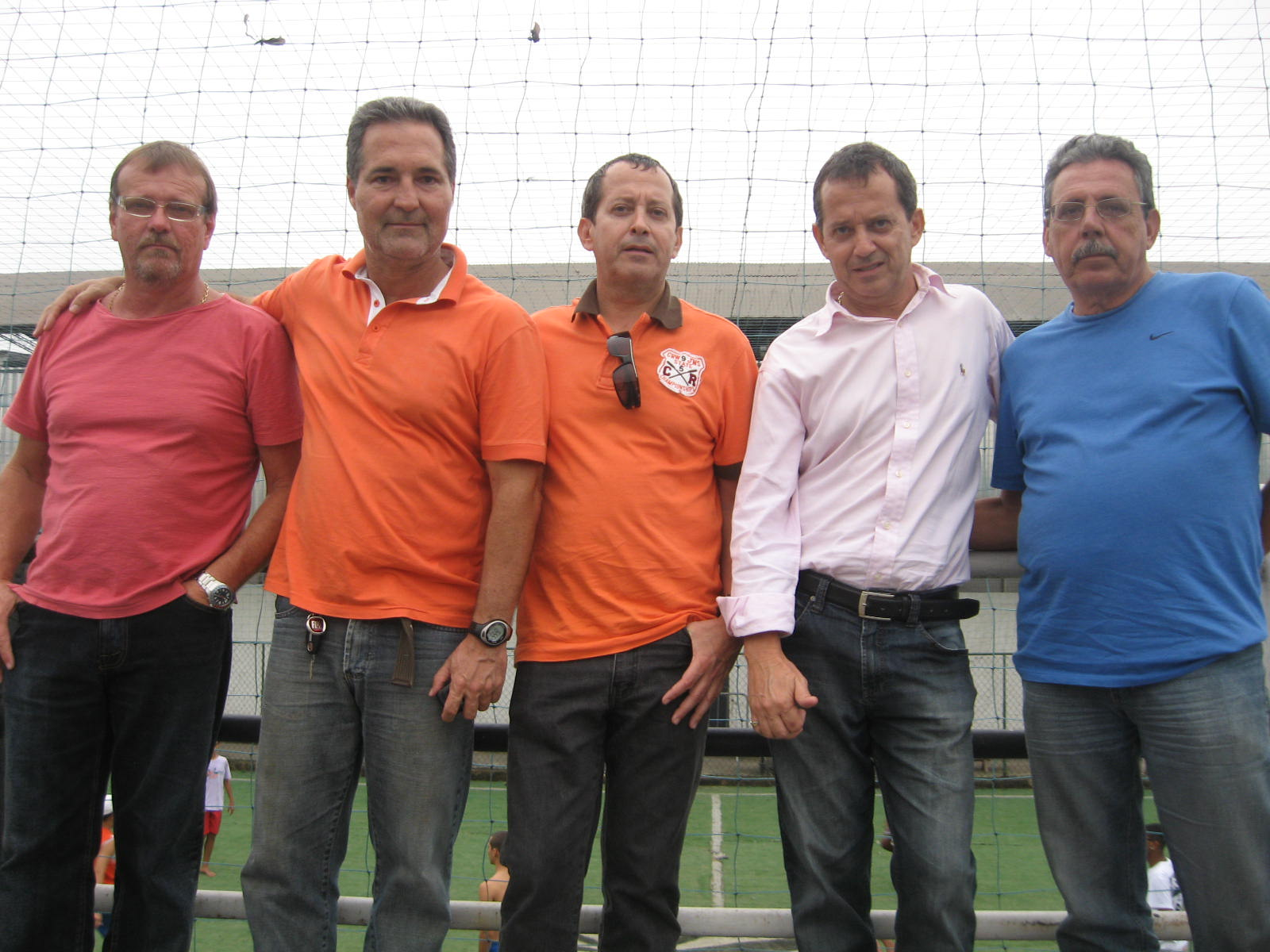
クラブ首脳陣

ノヴァ・イグアスFC (ポルトガル語: Nova Iguaçu Futebol Clube) は、ブラジル・リオデジャネイロ州ノヴァ・イグアスを本拠地とするサッカークラブである。1990年4月1日に創設された。
最大のライバルは同じ都市のアルチスウFCである。

## 歴史
ノヴァ・イグアスFCは1990年4月1日にジャニオ・モラエスの主導のもと、25人の自営業者によって創設された。1994 FIFAワールドカップ優勝メンバーのジーニョはクラブの創設者のひとりであり、クラブのディレター・パートナーを務める。
1994年、カンピオナート・カリオカ3部に優勝して2部に昇格した。
2005年、カンピオナート・カリオカ2部に優勝して、翌年、1部に昇格した。
2006年1月14日、エスタジオ・ラウリーノ・デ・オリヴェイラにて、クラブの歴史上最初のカンピオナート・カリオカの試合を行い、ノヴァ・イグアスは1-0で、若手メンバー中心とはいえ、フラメンゴに勝利した。
2008年6月21日には、コパ・リオの決勝でアメリカーノFCを下して初優勝した。

## タイトル
- コパ・リオ（ポルトガル語版）: 2回
  - 2008, 2012
- カンピオナート・カリオカ・セリエA
  - トロフェウ・エジウソン・シウヴァ・デ・2012
- カンピオナート・カリオカ・セリエB : 2回
  - 2005, 2016
- カンピオナート・カリオカ・セリエC : 1回
  - 1994

## スタジアム

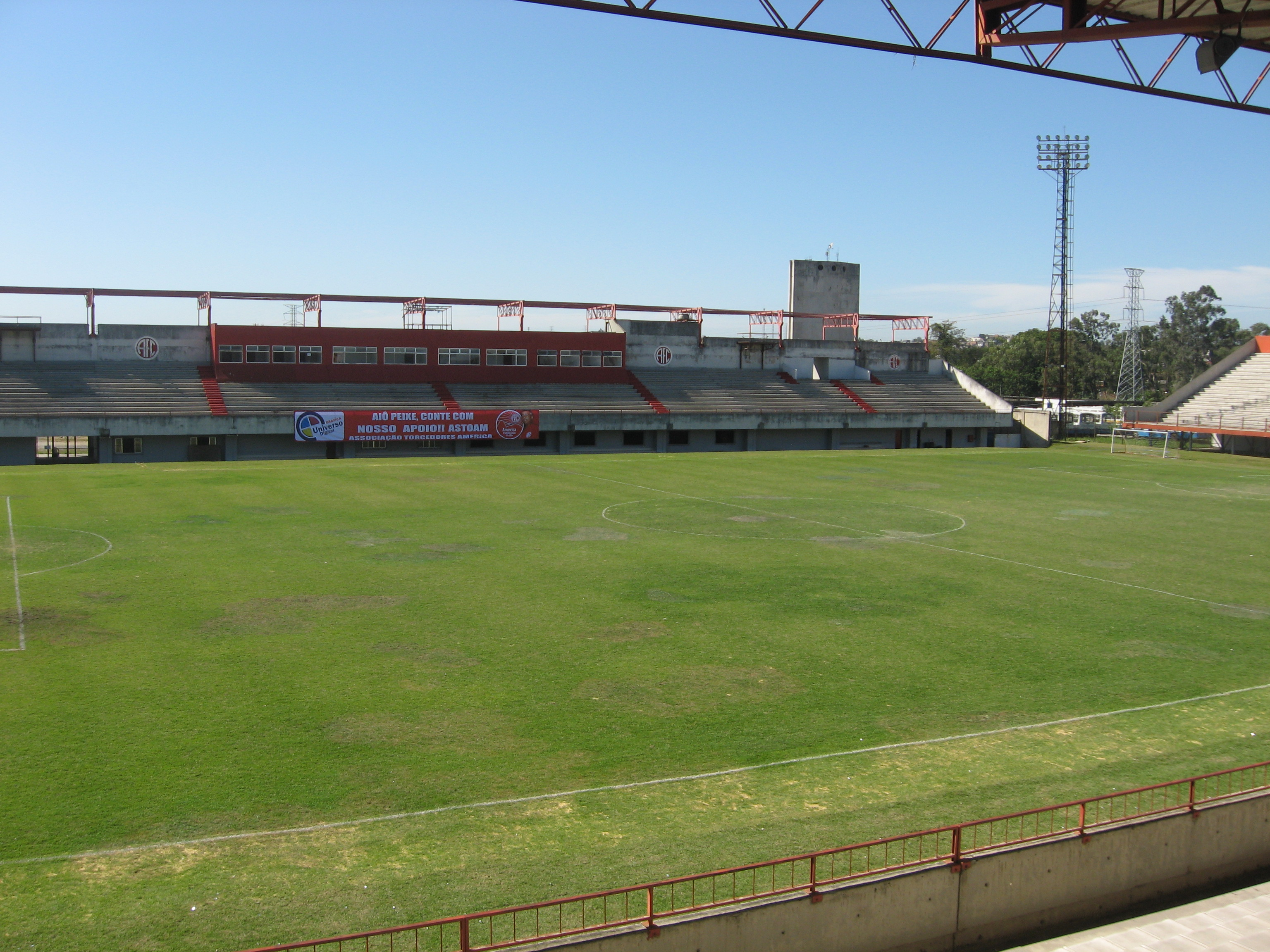
エスタジオ・ジュリッチ・コウチーニョ

ホームスタジアムはエスタジオ・ジャニオ・モラエス(Estádio Jânio Moraes) 、通称ラランジョン (Laranjão) 。2009年に開場し、収容人数は1,810人である。
かつてのホームスタジアムはエスタジオ・ジュリッチ・コウチーニョ (Estádio Giulite Coutinho)、通称エスタジオ・エジソン・パッソス (Estádio Édson Passos) 。2000年に開場し、収容人数は16,000人である。

## クラブカラーと愛称
クラブは愛情を込めて「カホーセウ・ダ・バイシャーダ (Carrossel da Baixada、バイシャーダの回転木馬)」と呼ばれる。これは同じオレンジ色をチームカラーとするオランダ代表が、1974年のワールドカップで「オランダの回転木馬 (Carrossel Holandês)」と呼ばれたことに由来する。クラブカラーのオレンジ色は、ノヴァ・イグアスが1930年代まで世界的なオレンジの産地であり、現在も都市のシンボルのひとつであることにちなむ。

## 歴代所属選手
- エジムンド 2005
- ジーニョ 2005